# Bernard Montangero
Pour les articles homonymes, voir Montangero.
Bernard Montangero, né le 13 décembre 1931 à Saint-Maurice et mort le 8 février 2010 à Chamby, est un chanteur, artisan, sculpteur et écrivain suisse d'expression française.

## Biographie
Doté d'une forte personnalité, il quitte à dix-huit ans son Valais natal. Dans le Paris d'après-guerre, il découvre les grands poètes, Villon, Verlaine, Charles Trenet, Georges Brassens et l'art moderne. Treize ans durant, le chansonnier à l'accent valaisan écume la plupart des cabarets parisiens, enchaînant jusqu'à quatre tours de chant par soir. En 1957 sort son premier 45 tours. La censure de l'Office de radiodiffusion-télévision française (ORTF) interdit d'antenne Les défilés, chanson trop anti-militariste.
En 1962, Montangero a le mal du pays et se détourne du show-bizz. Il quitte Paris et rompt avec le métier. Pour nourrir les siens, le jeune père de famille s'adonne à la sculpture. Inspiré par Alberto Giacometti, il étire ses personnages et élabore une manière inédite de traiter le fer : une savante architecture de clous souvent fondus goutte à goutte. L'artiste expose ses œuvres à Orbe, Sion, Berne et Bâle.
Mais la chanson ne le lâche pas. En 1972, un premier 30 cm rencontre un bon écho auprès du public romand. Les concerts reprennent. Deux autres disques suivent. En décembre 1985, un problème de santé brise son élan pour plusieurs années.
Talent protéiforme, Bernard Montangero écrit aussi des contes qui s'inscriront dans l'émission Les ronds dans l'eau de la Radio suisse romande. Il s'essaie à l'écriture théâtrale. Des troupes monteront quatre de ses pièces. Quatre recueils renferment les textes de ce créateur devenu auteur de nouvelles. Il collabore également à Yakari et à Jeunes Années, journaux pour enfants. À 67 ans, toujours assoiffé de chanter, Bernard Montangero reprend en 1998, le chemin des studios pour son premier CD : Des siècles d'amour.

## Discographie
- 1957, Montangero chante Montangero, (super 45 T), Disques Boîte à Musique, Paris (épuisé)
- 1972, Bernard Montangero[1] (30 cm), Évasion disques, Lausanne (épuisé)
- 1976, Je chante[2] (30 cm), Évasion disques, Lausanne (épuisé)
- 1980, De havre en port[3] (30 cm), Évasion disques, Lausanne (épuisé)
- 1983, La Forêt aux Chimères (musicassette), Théâtre des Jeunes d'Orbe (épuisé)
- 1985, Le Petit Cheval à Bascule (30 cm), Disques Mary-Josée (épuisé)
- 1999, Des Siècles d'Amour (CD), Sagittaire productions (disponible)

## Publications
- 1977, Contes et chansons. 120 p.
- 1979, Histoire de l'éléphant fou / ill. de Donald Brun. 22 p.
- 1979, Histoire de l'épouvantail qui voulait voyager / ill. de Donald Brun. 24 p.
- 1987, Le naufragé du 15 août / ill. de Laurent Cocchi. 147 p.
- 1989, La fenêtre d'en haut / préf. d'Emile Gardaz ; photos de Paul Cornaz. 159 p
- 1991, L'intruse : il y a quelque chose de pourri au royaume de Phallocratie : tragédie drolatique ou comédie dramatique. 61 p.
- 1993, Les joyeuses funérailles : nouvelles. 168 p.
- 1995, L'armure : quatuor en forme de pirouette : 20 p.
- 1995, Ballast : [voyage immobile] : un train pour nulle part. 19 p.
- 1995, Chassé-croisé : pièce en deux actes. 22 p.
- 1996, La véritable histoire d'Adam et Ève ; suivi de L'îlot. 15, 9 p.
- 1997, La forêt aux chimères : conte musical pour enfants et ceux qui le sont restés. 14 p.
- 1997, Un roi pour Ophélie : de la révolte mal comprise, mal partagée. 10 p.
- 1998, Le dormeur apprivoisé : pièce en un acte et cinq tableaux. 15 p.

## Sources
- « Bernard Montangero », sur la base de données des personnalités vaudoises sur la plateforme « Patrinum » de la Bibliothèque cantonale et universitaire de Lausanne.
- Sabine Leyat, Les auteurs du Valais romand 1975-2002, p. 106
- Construire, 3 avril 1985, Tribune de Genève, 30 juin 1999
- Encyclopedie
- Hommages - Pour que son souvenir demeure: Bernard Montangero